# 蓬萊長腳螢金花蟲
蓬萊長腳螢金花蟲（学名：Monolepta formosana）为金花蟲科長腳螢金花蟲屬下的一个种。